# Comité d'évaluation des risques en pharmacovigilance
 (décembre 2012).
Si vous disposez d'ouvrages ou d'articles de référence ou si vous connaissez des sites web de qualité traitant du thème abordé ici, merci de compléter l'article en donnant les références utiles à sa vérifiabilité et en les liant à la section « Notes et références ».
Le Comité d'évaluation des risques en pharmacovigilance (en anglais : Pharmacovigilance Risk Assessment Committee, PRAC) est un comité de l'Agence européenne des médicaments (EMA).

## Rôles
Ce comité fournit l’évaluation scientifique en matière de pharmacovigilance et émet des recommandations au Comité européen des médicaments à usage humain (CHMP). En outre, il est chargé de la détection et l'analyse des signaux de risques d'effets indésirables, l'évaluation de la balance bénéfice/risque post-AMM des médicaments commercialisés, de la création d’une catégorie de médicaments à surveillance supplémentaire et de l'émission des recommandations sur la communication en matière de risque.

## Organisation
Il s'agit d'un comité scientifique créé en 2012 en remplacement du Pharmacovigilance Working Party. Il est composé de :
- 1 président et un vice-président
- 1 représentant par État Membre de l'Union européenne ainsi que de l'Islande et de la Norvège (+ 1 suppléant)
- 6 experts proposés par la Commission européenne
- 1 représentant (et 1 suppléant) des associations de professionnels de santé
- 1 représentant (et 1 suppléant) des associations de patients